# Shania Twain
Shania Twain (Windsor, Ontario, 28. kolovoza 1965.) popularna je kanadska country i pop pjevačica. 
Njezin album Come On Over iz 1997. je najprodavaniji country album u povijesti, te najprodavaniji album uopće neke pjevačice, s oko 60 milijuna prodatih primjeraka diljem svijeta. Album je bio na prvom mjestu britanske liste albuma čak jedanaest tjedana, što je poprilično nevjerojatno ima li se na umu da je ipak riječ o country glazbi, manje popularnoj u Velikoj Britaniji. Dobar dio uspjeha Shanije Twain može se pripisati njezinom suprugu, glazbenom producentu i hitmakeru Robertu Muttu Langeu (između ostalog, Lange je autor velikog hita Bryana Adamsa (Everything I Do) I Do It for You), koji je remiksirao originalnu verziju albuma iz 1997. postigavši da pjesme zvuče manje country i time ih približio najširoj publici.

## Diskografija
- Shania Twain (1993.)
- The Woman in Me (1995.)
- Come on Over (1997.)
- The Complete Limelight Sessions (2001.)
- Up! (2002.)
- Greatest Hits (2004.)
- Now (2017.)
- Queen of Me (2023.)

## Vanjske poveznice
- Službena stranica

### Ostali projekti
|  | Zajednički poslužitelj ima još gradiva o temi Shania Twain |